# Байкеев, Мирзаджан Курамшиевич
Мирзаджа́н Курамши́евич Байке́ев (тат. Мирзаҗан Хөррәмсә улы Байкиев; 1868, Байкеево, Краснослободский уезд, Пензенская губерния, Российская империя — 31 января 1942, Ленинград, СССР) — российский и советский скульптор, реставратор. Известен как первый татарский профессиональный скульптор.
Родился в 1868 году в татарской деревне на территории Пензенской губернии. В 17-летнем возрасте приехал в Санкт-Петербург на заработки, где устроился в мастерскую к скульптору М. А. Чижову. Проявив интерес к скульптуре, в 1893 году окончил Центральное училище технического рисования барона Штиглица. После получения образования устроился в Государственный Эрмитаж, где более 30 лет проработал скульптором-реставратором. Отреставрировал большое количество скульптурных произведений из коллекции музея, принимал участие в эвакуациях экспонатов во время Первой мировой и гражданских войн. Параллельно занимался собственной лепкой, наиболее известны из его работ бюсты Ш. Марджани, Г. Тукая, И. Гаспринского, Ф. Амирхана, М. Вахитова. В 1928 году удостоен звания «Герой Труда». После начала Великой Отечественной войны принял участие в третьей эвакуации эрмитажных ценностей, в ходе которой погиб в 1942 году под вражескими бомбёжками в блокадном Ленинграде.

## Биография
Мирзаджан Курамшиевич Байкеев родился в 1868 году в деревне Байкеево Пензенской губернии. Написание отчества разнится — от Курмашиновича и Курамшимовича до Курамшовича и Хурамшевича. Из семьи бедного крестьянина. Знал законы ислама, учился в мектебе родной деревни, по другим данным — в медресе. С детства любил лепить животных из глины и приобщался к искусству, хотя рос вдалеке от культурных центров. В юности трудился в собственном деревенском хозяйстве.
После смерти отца, в 17-летнем возрасте в поисках заработка приехал в Санкт-Петербург, где устроился наёмным работником вроде мальчика (слуги) в мастерскую художника-скульптора М. А. Чижова. Он, сам выходец из крестьян, назначил Байкееву постоянное жалование, сыграв значительную роль в его дальнейшей судьбе. Видя у юноши художественные способности, старание и интерес к скульптуре, Чижов устроил Байкеева в Центральное училище технического рисования барона Штиглица, которое тот окончил в 1893 году по отделению рисунка и лепки. Вторым после Байкеева художником из татар, окончившим то же самое училище, стал К. С. Девлеткильдеев. После получения образования, в 1892—1895 годах Байкеев работал скульптором-реставратором в Екатерининском дворце в Царском Селе, а в 1895—1897 годах был помощником Чижова по реставрационным работам в Нарве и Вильно.
В 1894—1906 годах состоял «мраморщиком подённо по мере необходимости» в Государственном Эрмитаже, куда был определён Чижовым. С 1906 года числился в реставрационных мастерских, а с 1908 года — подмастерьем в скульптурной мастерской при её руководителе Чижове в качестве помощника. В 1918 году по ходатайству Совета хранителей стал помощником реставратора. На 1919 год получал оклад в размере 840 рублей в месяц. Как сообщал председатель совета Эрмитажа С. Н Тройницкий, он в 1922 году уволил Байкеев за то, что тот без разрешения ввёл в музеё двух посторонних лиц и с их помощью вынес распиленные доски. Однако, благодаря представителям отдела древностей Байкеев был оставлен на службе, так как «он является незаменимым работником по перемещению скульптур и его уход создаст затруднения по открытию зал Отдела». По состоянию на 1924 год Байкеев имел 14-разряд. В 1926 году он был назначен скульптором-реставратором. В 1928 году в Эрмитаже был отмечен 35-летний юбилей творческой деятельности и 60-летие Байкеева с его чествованием. Тогда же, по ходатайству Эрмитажа и с одобрения народного комиссариата просвещения Татарской АССР, скульптору было присвоено звание «Герой Труда». В 1929 году Байкеев получил двухмесячный отпуск как «научный сотрудник, ведущий по занимаемым им должностям научно-исследовательскую работу», а в 1932 году уволен из Эрмитажа по личному заявлению. В том же году устроился реставратором и препаратором-скульптором Музея антропологии и этнографии Академии наук СССР, а с 1936 года работал там по контракту.

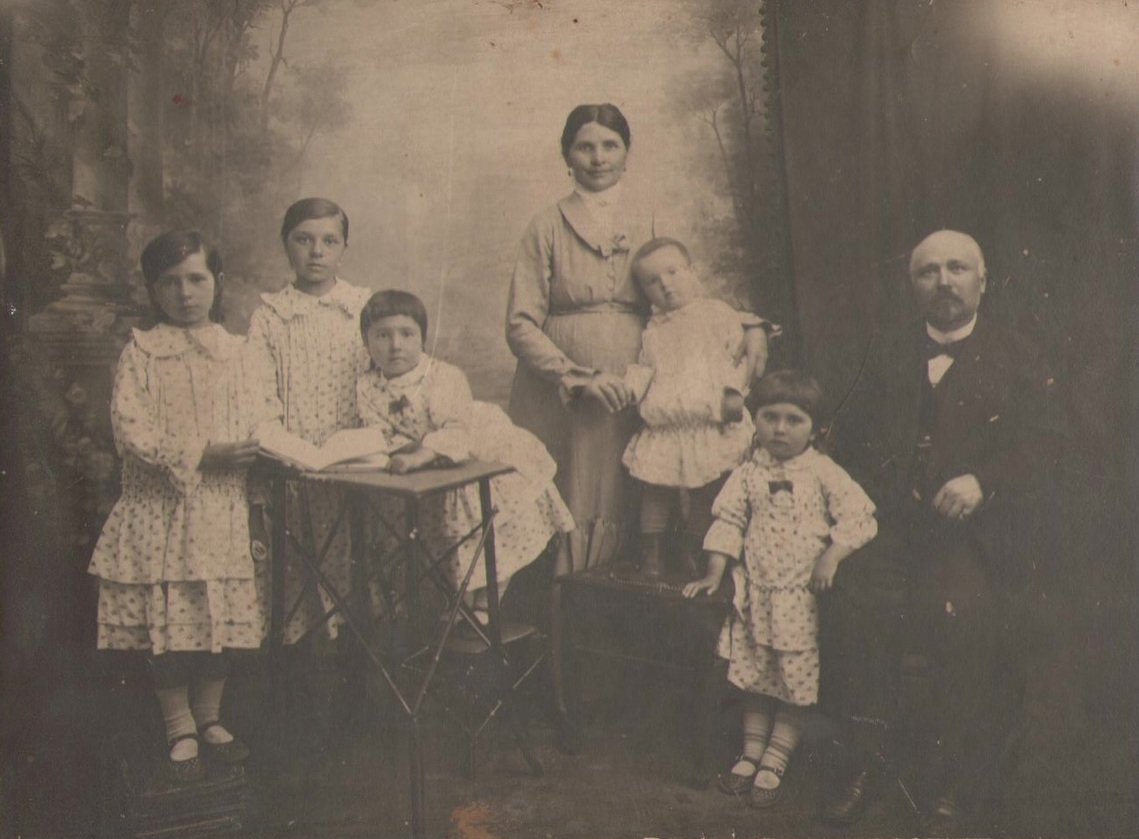
Байкеев с семьёй, ок. 1910-х гг.

После начала Первой мировой войны в 1914 году ввиду наступления германских войск участвовал в эвакуации коллекций Эрмитажа в Москву, лично упаковывал и сопровождал экспонаты. В 1918 году в годы Гражданской войны во второй раз эвакуировал коллекцию для предотвращения вывоза её Временным правительством за границу, а в 1920 году руководил возвращением экспонатов из Московского Кремля обратно в Эрмитаж. По словам С. Н. Тройницкого, «сохранением этих огромной стоимости культурных ценностей, которые представляют собой лучшие предметы Эрмитажных собраний, государство обязано тов. Байкееву, сумевшему в трудных условиях военного времени с редкой добросовестностью и выдающимся мастерством выполнить эту большую и ответственную работу». В 1941 году после начала Великой Отечественной войны, Байкеев, несмотря на преклонный возраст, принял участие в третьей эвакуации коллекций в Москву, куда было отправлено более миллиона экспонатов, тогда как оставшиеся были закопаны или спрятаны в подвалах.
Мирзаджан Курамшиевич Байкеев погиб 31 января 1942 года в блокадном Ленинграде во время вражеской бомбёжки, когда занимался работой по спасению эрмитажных коллекций, так и не дождавшись их полного возвращения в родной музей. В Эрмитаже Байкеев проработал 37 лет, у него осталось пять дочерей, одна из них погибла в блокаду, а внук пропал без вести на фронте. Похоронен был Байкеев на мусульманском участке Волковского кладбища. Проживал он на Полюстровском проспекте, в доме № 11. После эвакуации семьи дом Байкеева был разрушен и пущен на дрова, а его скульптурные работы бесследно пропали.

## Очерк творчества, реставрационная работа

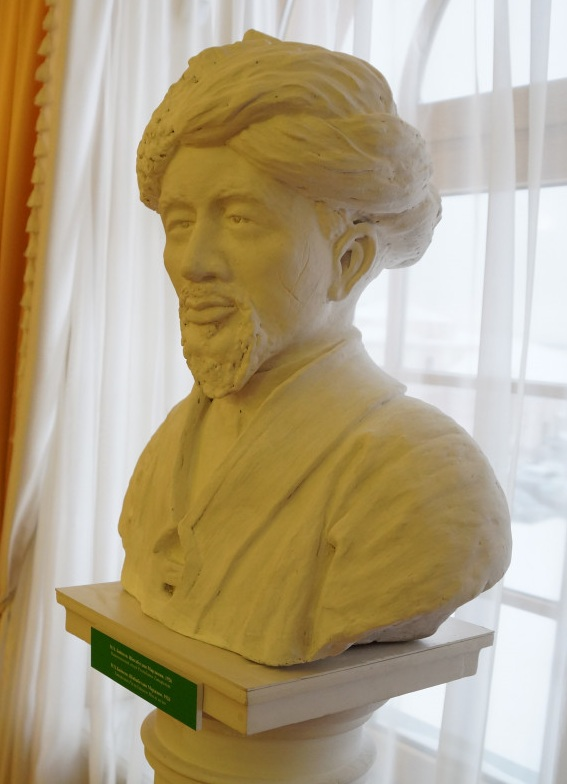
Бюст Марджани, 2018 год

Является первым татарским профессиональным скульптором и мастером реставрации, получившим высшее образование в духе русско-европейской школы. Только через несколько десятилетий за ним в лепке человека последовали С. Ахун и Б. Урманче, сами долгое время считавшиеся родоначальниками классического искусства татарской скульптуры. Больше всего Байкеев известен своей скульптурной портретной галереей деятелей татарской национальной культуры XX века, при этом искусствовед С. М. Червонная отмечала, что его работы — «скучноваты», так как напоминают анатомические слепки, а Т. Н. Кривошеева указывала на некоторую асимметрию черт лица. Байкеев создал скульптурные гипсовые портреты Ш. Марджани, Г. Тукая, И. Гаспринского, Ф. Амирхана, М. Вахитова, некоторые не по одному разу, в том числе и после революции, учитывая идеологические установки 1920—1930-х годов.
В то время стал поддерживать творческие связи с Татреспубликой, однако там никогда не жил, но был известен и, по некоторым данным, часто бывал в Казани. В 1922 году поясной памятник Вахитову, выполненный лично знавшим его Байкеевым, был установлен на Вахитовской (бывш. Юнусовской) площади в Казани — однако простоял он недолго, в сталинские времена был демонтирован и уничтожен. Сообщалось также, что копию этой работы Байкеев подарил редакции газеты «Башкортостан». Одно из центральных мест в творчестве Байкеева занимал и образ Тукая, сохранилась редкая фотография одного из бюстов поэта работы скульптора; по некоторым данным, Байкеев стал в 1916 году вообще первым скульптором, изваявшим Тукая. Также он планировал создать памятник Г. Ибрагимову. В 1939 году гипсовый бюст Марджани с вырезанной подписью «М. Байкеев. 1926» был приобретён Центральным музеем ТАССР. По словам Т. Н. Кривошеевой, данная работа Байкеева отличается от хрестоматийных изображений Марджани, как-то у Урманче. Байкеевский бюст меньше по размеру, он более камерный. Марджани изображён в восточной одежде, в чалме и халате,  с характерной бородкой, в его глазах читается хитринка, а по психологической характеристике он отличается тёплой душевной простотой, сродни восточным сказочникам.

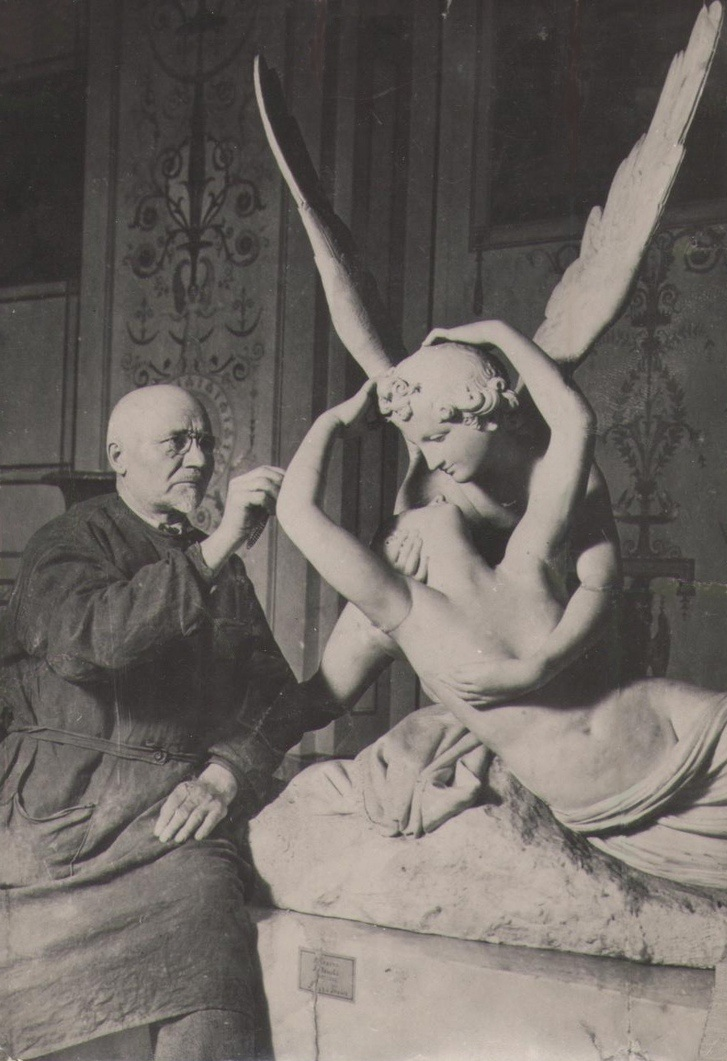
Байкеев у «Амура и Психеи» Кановы, 1928 год

В реставрационных мастерских Эрмитажа работал под началом М. А. Чижова, Л. В. Шервуда и О. Ф. Вальдгауера, негативно относящихся к традиционной реставрации скульптуры вроде приклеивания рук, носов и пальцев как к искажению памятника, в связи с чем Байкеев выполнял основные реставрационные работы, в частности, производил удаление поздних и неправильных восполнений. Считался единственным в Ленинграде реставратором для ответственных работ, одновременно с которыми исполнял обязанности хранителя, занимался организацией выставок, описанием экспонатов, пополнением коллекций античной и восточной скульптуры. Он также занимался сопровождением закупленных экспонатов в Эрмитаж, а также сам был дарителем музея. Объём и значимость экспонатов, к сохранению которых приложил руку Байкеев, не поддаётся оценке или подсчётам, его музейная деятельность имеет большое значение для русской культуры. По словам Вальдгауэра, Байкеев пользовался его «полным доверием», так как всегда исполнял свои обязанности «с большим умением и осторожностью».
Байкеев был одним из активнейших реставраторов своего времени, так, после систематических эрмитажных археологических раскопок в Павловске, он восстановил найденную там разбитую античную скульптуру и греческие сосуды, отреставрировал порядка 120 статуй кариатид на фасаде Екатерининского дворца в Царском Селе, а также скульптуры «Амур» Донателло и «Статуя девушки» Буазо, «Кающаяся Мария Магдалина» и «Амур и Психея» Кановы из собраний Эрмитажа, очистил от поздний наслоений рельеф с изображением гибели Ниобид,участвовал в реставрации предметов египтологической коллекции, осуществил склейку разбитых каменных рельефов, терракотовых статуэток и ваз, а также демонтировал неправильные восполнения, в частности, снял голову пергамского стиля и руки со статуи Афины мироновского типа, голову Диониса и правую руку с ветвью оливы со статуи Иринии, голову греко-архаического типа с римской статуи богини Изиды, головы Демосфена и Сократа с несоответствующих им торсов.

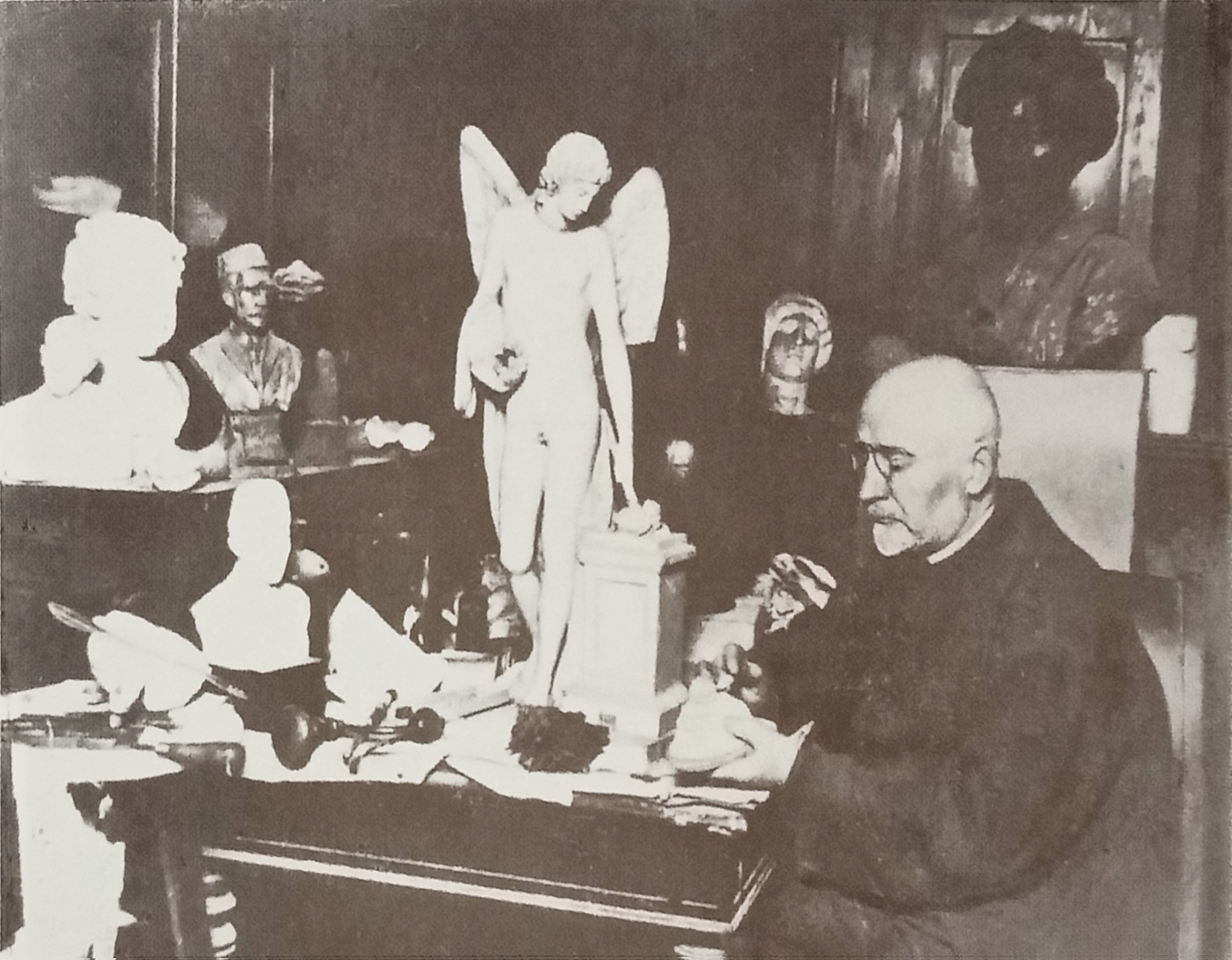
Байкеев за работой

По отзывам искусствоведов, культурная отсталость татарского народа с точки зрения изобразительного искусства видна была со всей наглядностью в дореволюционную пору, примером чего может служить считанное количество выходцев из татар в художественной сфере. Байкеев как единичный художник неоднозначно воспринимался татарским обществом, в котором господствовало мусульманское восприятие искусства с запретом на изображение человека. Так, работа скульптора осуждалась петербургской мусульманской общиной, единоверцы называли его «рисующим кресты» («тәре ясаучы»), Байкеева избегали как выбившиеся в люди соплеменники-официанты, так и торговцы старьём. Судя по всему, он болезненно воспринимал критику со стороны своих братьев-мусульман и, по свидетельствам современников, в итоге хотел сменить профессию на более «пристойную». Однако вскоре Байкеев обратился к богослову М. Бигееву, просветителю и лидеру джадидизма, который, будучи неприятелем исламских канонов в искусстве, снял со скульптора душевный груз и дал фетву с одобрением его художественной деятельности.
Так как Байкеев не был казанским татарином и работал вне Казани, ему уделялось крайне мало внимания на территории современного Татарстана, несмотря на единство национальной культуры и большое значение скульптора для татарского искусства. Свидетельств о жизни и творческом пути Байкеева осталось немного, в татарской прессе имеется всего лишь несколько публикаций. Имя Байкеева в историю татарского искусства ввёл именно Б. Урманче, опубликовавший в 1929 году в арабоязычном журнале «Безнең юл» рассказ о встрече со скульптором в Ленинграде, а затем, после долгого перерыва из-за репрессий, в 1960 году — статью в журнале «Совет әдәбияты». Имеется ряд и других свидетельств, так, свои воспоминания о встрече с Байкеевым в 1920-х годах оставил и драматург Р. Ишмурат, статья которого также вышла в журнале «Безнең юл» в 1928 году.
Наша культурная армия ещё не велика. Любое достижение в этой области увеличивает наше культурное богатство. Поэтому для нас ценна и радостна деятельность Мирзаджана-аги на поприще изобразительного искусства.Урманче о Байкееве, 1929 год.

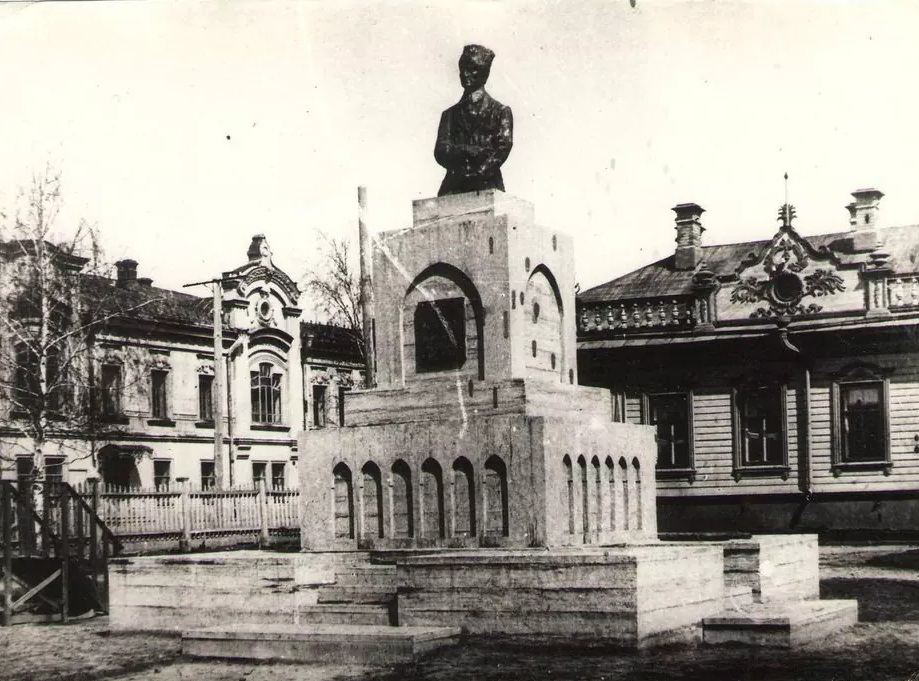
Памятник Вахитову, 1920-е гг.

В дальнейшем о скульпторе долго никто не упоминал, искусствоведы о нём не писали, имя Байкеева не включалось в биобиблиографические словари советских художников, тогда как вышеприведённые статьи могли прочитать только владеющие татарским языком, да и то в арабской графике — лишь в начале XXI века они были переведены на современный татарский и русский языки с целью ознакомления широкой аудитории. С тех пор положение изменилось, и с рассказами о творчестве Байкеева вышел ряд искусствоведческих исследований. Длительное время также не удавалось найти ни одной фотографии Байкеева, однако в 2014 году они всё же были обнаружены, в том числе и те, где мастер запечатлён за работой.